# Jorunna parva
Jorunna parva là một loài thỏ biển hay thực chất là một loài sên biển trong họ Discodorididae. Bề ngoài chúng có hình dáng như những con thỏ bông. Chúng có thể được tìm thấy từ Ấn Độ Dương sang vùng biển Philippines đến Nhật Bản.

## Đặc điểm
Những đôi tai nhỏ giống tai nhỏ của loài thỏ biển nhỏ bé này thực ra là cơ quan cảm giác giúp chúng dò đường đi dưới đáy đại dương, đồng thời giúp chúng ngửi được hương vị, phát hiện các hóa chất trong nước, tìm mồi. Loài vật này thuộc nhóm động vật chân bụng, ăn thịt. Thức ăn của chúng bao gồm các loài sứa độc do chúng miễn dịch với chất độc từ sứa, đồng thời lợi dụng độc tố làm vũ khí tự vệ cho mình. Việc chúng có độc, khiến các động vật ăn thịt không săn bắt chúng. 

## Sinh sản
Điều đặc biệt về chúng là màn giao phối hội đồng. Con thỏ biển đầu tiên chỉ đóng vai trò như con cái, nằm dưới con thỏ biển thứ hai, vốn thực hiện vai trò kép: vừa là con đực đối với cá thể thỏ biển đầu tiên, vừa làm con cái với cá thể thỏ biển thứ ba. Cứ như vậy, chuỗi giao phối cứ kéo dài tới tận con thỏ biển cuối cùng, cá thể chỉ đóng vai trò là con đực. Một con thỏ biển mang thai sẽ đẻ ra các dải giống như sợi mỳ, gồm hàng triệu quả trứng. Những dải trứng này sẽ neo bám an toàn vào các luống tảo bẹ dưới đáy biển.

## Ảnh hưởng
Chúng được xem là loài vật đáng yêu vì trông giống những con thỏ bông. Con vật được cư dân mạng Nhật Bản đặt tên thỏ biển. Cư dân mạng Twitter ở Nhật Bản đã phát sốt khi nhìn thấy loài này. Từ đó hình ảnh của loài thỏ biển này lan truyền rất nhanh ở trên mạng xã hội.